# NK Opatovac
NK Opatovac je nogometni klub iz Opatovca. 

## Povijest
Prvi nogometni klub u Opatovcu je osnovan 1936. godine pod imenom NK Fruškogorac. Natjecao se na lokalnoj razini sve do sezone 1987./88. Te sezone je nakon 13 odigranih kola klub izbačen iz 1. općinske nogometne lige Vukovar zbog nedolaska na utakmicu. Nakon izbacivanja iz lige, klub se gasi, a igrači prelaze u klubove iz okolnih sela.
Rad kluba je obnovljen 1999. godine, povratkom hrvatskog stanovništva nakon mirne reintegracije kada je odabrano novo ime - NK Opatovac
Od svog ponovnog osnivanja, natječe se u 3. ŽNL Vukovarsko-srijemskoj nogometnog središta Vukovar, a najveći uspjeh je osvajanje drugog mjesta u sezoni 2011./12. Nakon jesenskog dijela sezone 2015./16., klub istupa iz daljeg natjecanja, te se od tada više ne natječe.

### Plasmani kluba kroz povijest
| Sezona      | Liga                                   | Plasman          |
| ----------- | -------------------------------------- | ---------------- |
| 1999./2000. | 3. ŽNL Vukovarsko-srijemska Grupa B    | 5. mjesto        |
| 2000./01.   | 3. ŽNL Vukovarsko-srijemska Grupa B    | 5. mjesto        |
| 2001./02.   | 3. ŽNL Vukovarsko-srijemska Grupa B    | 4. mjesto        |
| 2002./03.   | 3. ŽNL Vukovarsko-srijemska Grupa B    | 4. mjesto        |
| 2003./04.   | 3. ŽNL Vukovarsko-srijemska Grupa B    | nepoznat plasman |
| 2004./05.   | 3. ŽNL Vukovarsko-srijemska Grupa B    | nepoznat plasman |
| 2005./06.   | 3. ŽNL Vukovarsko-srijemska Grupa B    | 11. mjesto       |
| 2006./07.   | 3. ŽNL Vukovarsko-srijemska NS Vukovar | 7. mjesto        |
| 2007./08.   | 3. ŽNL Vukovarsko-srijemska NS Vukovar | 5. mjesto        |
| 2008./09.   | 3. ŽNL Vukovarsko-srijemska NS Vukovar | 4. mjesto        |
| 2009./10.   | 3. ŽNL Vukovarsko-srijemska NS Vukovar | 6. mjesto        |
| 2010./11.   | 3. ŽNL Vukovarsko-srijemska NS Vukovar | 7. mjesto        |
| 2011./12.   | 3. ŽNL Vukovarsko-srijemska NS Vukovar | 2. mjesto        |
| 2012./13.   | 3. ŽNL Vukovarsko-srijemska NS Vukovar | 8. mjesto        |
| 2013./14.   | 3. ŽNL Vukovarsko-srijemska NS Vukovar | 8. mjesto        |
| 2014./15.   | 3. ŽNL Vukovarsko-srijemska NS Vukovar | 5. mjesto        |
| 2015./16.   | 3. ŽNL Vukovarsko-srijemska NS Vukovar | 8. mjesto        |

## Vanjske poveznice
- Facebook profil kluba